# Metoncholaimus amplus
Metoncholaimus amplus är en rundmaskart som beskrevs av Stephen Donald Hopper 1967. Metoncholaimus amplus ingår i släktet Metoncholaimus och familjen Oncholaimidae. Inga underarter finns listade i Catalogue of Life.